# Monocentrus carayoni
Monocentrus carayoni är en insektsart som beskrevs av Boulard 1966. Monocentrus carayoni ingår i släktet Monocentrus och familjen hornstritar. Inga underarter finns listade i Catalogue of Life.